# Squad Leader
Squad Leader ist ein Konfliktsimulationsspiel von John Hill für zwei Spieler. Es erschien 1977 bei Avalon Hill. In verschiedenen Szenarios werden Infanteriegefechte aus dem Zweiten Weltkrieg in Europa nachgespielt. Es ist eine Weiterentwicklung der auf Panzer fokussierten Spiele Panzerblitz und Panzerleader. Man kann deutsche, russische, amerikanische (alliierte), finnische, polnische, französische, niederländische oder britische Einheiten befehligen.
Das Regelbuch beschreibt auf 36 Seiten die relativ komplexen Regeln des Spieles. Die erste Version wurde 1977 mit einer Auflage von 2500 Stück veröffentlicht. Die Erstausgabe ist purpur und in Sammlerkreisen begehrt. Zu dem Spiel erschienen in den Jahren 1979 und 1982 die Erweiterungen Cross of Iron, Crescendo of Doom und GI: Anvil of Victory.
Die Weiterentwicklung Advanced Squad Leader (ASL) von Don Greenwood junior erschien 1985. Seitdem wird Squad Leader auch häufig als PreASL bezeichnet. Mit Close Combat erschien 1996 eine Computerspielversion von ASL. Diese wurde vom Entwicklerstudio Atomic Games ursprünglich für Avalon Hill entwickelt. Nachdem Avalon Hill allerdings in finanzielle Schwierigkeiten geraten war, wurde die Entwicklung letztlich für Microsoft fertig gestellt.

## Inhalt
Bei der Grundversion von Squad Leader gibt es ein 36-seitiges Regelbuch, vier Spielbretter (sowohl Pappe als auch Papier) und diverse Spielplättchen mit folgenden Aufdrucken:
- Squads, Leader, Unterstützungswaffen (Leichtes, mittleres und schweres MG; Panzerfaust; Paks; Flammenwerfer; Sprengstoff; Funk)
- Panzer, Fahrzeuge (Halbkette, Transporter), Prep Fire (Siehe dazu „Prep Fire Phase“),  Artillery Support
- Minen, Stacheldraht, Bunker, „Zerstörtes Haus“, Schützenloch und Rauchzeichen

## Spielregeln

### Kampf (Broke/Unbroke)
Die Kämpfe werden durch Würfelwürfe entschieden, deren Bedingungen man auf einer Pappkarte ablesen kann. Als Resultat kann eintreten, dass entweder die Verteidiger sterben oder ein Unentschieden eintritt. Ein drittes Resultat beinhaltet einen sogenannten Moralcheck, was bedeutet, dass jeder Squad und Leader einer Untersuchung seiner Kampfmoral  unterzogen wird. Hier muss der Verteidigende ein bestimmtes Würfelergebnis erzielen, ansonsten sind die Einheiten „Broke“ (moralisch gebrochen und nicht mehr verwendbar). Jede Einheit muss extra einem Moralcheck unterworfen werden. In der Rally Phase kann man, sofern ein Leader im selben Hexfeld ist, diesen „zurückholen“ (moralisch wieder aufbauen), so dass dieser als „Unbroke“ gilt.

### Spielablauf
Vom Szenario abhängig gibt es unterschiedlich viele Runden. Jeder Spieler darf in einer Runde einmal „ziehen“, was insgesamt 8 aufeinander folgende Phasen beinhaltet:
- 1. Rally Phase: In der Rally Phase kann man „gebrochene“ Einheiten durch einen Moralcheck „wiederholen“. Alle abgelegten Zeichen (Rauch, Prep Fire) aus dem vorherigen Zug werden entfernt.
- 2. Prep Fire Phase: In dieser Phase darf der „ziehende“ Spieler entscheiden, mit welchen Squads er schießen will. Diese Einheiten werden mit „Prep Fire“-Plättchen markiert, weil diese sich in der Movement-Phase nicht bewegen dürfen.
- 3. Movement Phase: Alle Figuren, die nicht geschossen haben dürfen sich nun bewegen. In dieser Runde dürfen Sprengstoffe platziert werden, die Pioniere (nur diese können Sprengstoff platzieren) dürfen in der Movementphase nicht sterben oder „gebroked“ werden.
- 4. Defensive Phase: Der nicht-ziehende Spieler darf in dieser Phase zurückschießen. Er kann auch auf die bewegten Einheiten schießen, er kann die Orte markieren, wo bestimmte feindliche Einheiten marschierten.
- 5. Advancing Fire Phase: Dies ist die zweite Möglichkeit für den ziehenden Spieler mit seinen Einheiten zu schießen. Diejenigen Einheiten, die sich bewegt haben, dürfen nur mit halber Stärke angreifen.
- 6. Rout Phase: „Broken“ Einheiten müssen sich in Häuser und Wälder zurückziehen.
- 7. Advanced Phase: In dieser Phase darf der ziehende Spieler jede Einheit um ein Hexfeld bewegen.
- 8. Close Combat: Wenn zwei feindliche Einheiten auf einem oder naheliegendem Hexfeld sind, kommt es zum Nahkampf (Close Combat), wo eine Seite komplett aufgerieben wird.

## Erweiterungen
- Cross of Iron (CoI, 1979)
 (Mapboard 5, Szenarios 13-20)
 Umfasst Kämpfe an der Ostfront. Neben alliierten (in Basisversion), deutschen und russischen Einheiten gibt es nun auch finnische. Es umfasst eine neue Karte, neue Einheiten und neue Szenarien.
- Crescendo of Doom (CoD, 1979)
 (Mapboards 6 und 7, Szenarios 21-32)
 Erweitert Squad Leader um Szenarien an der Westfront von 1940 bis 1941. So kann man nun auch polnische, französische, niederländische und britische Einheiten befehligen. Darüber hinaus werden zwei weitere Karten hinzugefügt.
- GI: Anvil of Victory (GI, 1982)
 (Mapboards 8 und 12-15,  Szenarios 33-47)
 Erweitert amerikanische und britische Einheiten an der Westfront. Es gibt eine neue Karte und mehrere hundert neue Spielfiguren.
- Rogue Szenarios
 Diese Szenarios konnten direkt bei Avalon Hill bestellt werden
 Enthielten die Mapboards 9-11

Ferner gibt es Add-Ons, die nicht von Avalon Hill veröffentlicht worden sind.

## Spielpläne
| Nummer  | Art             | Bild | Modul |
| ------- | --------------- | ---- | ----- |
| Board 1 | Urban Terrain   |      | SL    |
| Board 2 | Hill Terrain    |      | SL    |
| Board 3 | Village Terrain |      | SL    |
| Board 4 | Rural Terrain   |      | SL    |
| Board 5 | Forest Terrain  |      | CoI   |
| Board 6 | Orchard Terrain |      | CoD   |
| Board 7 | River Terrain   |      | CoD   |
| Board 8 | River Terrain   |      | GI    |

| Nummer   | Art                    | Bild | Modul |
| -------- | ---------------------- | ---- | ----- |
| Board 9  | Mountain Terrain       |      | Rogue |
| Board 10 | Forest/Village Terrain |      | Rogue |
| Board 11 | Low Hill Terrain       |      | Rogue |
| Board 12 | Village Terrain        |      | GI    |
| Board 13 | Rural Terrain          |      | GI    |
| Board 14 | Rural/Airfield Terrain |      | GI    |
| Board 15 | Hill Terrain           |      | GI    |

## Szenarien
| Nr | Bezeichnung               | Modul |
| -- | ------------------------- | ----- |
| 1  | The Guards Counterattack  | SL    |
| 2  | The Tractor Works         | SL    |
| 3  | The Streets of Stalingrad | SL    |
| 4  | The Hedgehog of Piepsk    | SL    |
| 5  | Hill 621                  | SL    |
| 6  | Escape From Velikiye Luki | SL    |
| 7  | Buchholz Station          | SL    |
| 8  | The Bitche Salient        | SL    |
| 9  | The Cannes Strongpoint    | SL    |
| 10 | Hitdorf on the Rhine      | SL    |
| 11 | The St. Goar Assault      | SL    |
| 12 | The Road to Wiltz         | SL    |
| 13 | The Capture of Balta      | CoI   |
| 14 | The Paw of the Tiger      | CoI   |
| 15 | Hube's Pocket             | CoI   |
| 16 | Sowchos 79                | CoI   |
| 17 | Debacle at Korosten       | CoI   |
| 18 | The Defense of Luga       | CoI   |
| 19 | A Winter Melee            | CoI   |
| 20 | Breakout From Borisov     | CoI   |

| Nr | Bezeichnung                 | Modul |
| -- | --------------------------- | ----- |
| 21 | Battle for the Warta Line   | CoD   |
| 22 | The Borders are Burning     | CoD   |
| 23 | Silent Death                | CoD   |
| 24 | Action at Balberkamp        | CoD   |
| 25 | Resistance at Chabrehez     | CoD   |
| 26 | Assault on a Queen          | CoD   |
| 27 | The Dinant Bridgehead       | CoD   |
| 28 | Counterstroke at Stonne     | CoD   |
| 29 | In Rommel’s Wake            | CoD   |
| 30 | Ad Hoc at Beaurains         | CoD   |
| 31 | Chateau de Quesnoy          | CoD   |
| 32 | Rehearsal for Crete         | CoD   |
| 33 | A Belated Christmas         | GI    |
| 34 | Climax at Nijmegen Bridge   | GI    |
| 35 | The French Decide to Fight  | GI    |
| 36 | Weissenhof Crossroads       | GI    |
| 37 | Medal of Honor              | GI    |
| 38 | The Factory                 | GI    |
| 39 | Sweep for Bordj Toum Bridge | GI    |
| 40 | The Dornot Watermark        | GI    |

| Nr | Bezeichnung             | Modul |
| -- | ----------------------- | ----- |
| 41 | Swatting at Tigers      | GI    |
| 42 | Bridgehead on the Rhine | GI    |
| 43 | Action at Kommerscheidt | GI    |
| 44 | Prelude to Breakout     | GI    |
| 45 | Hide and Seek           | GI    |
| 46 | Operation Varsity       | GI    |
| 47 | Encircling the Ruhr     | GI    |